# Non è Easy
Non è Easy è un singolo del rapper italiano Shiva, pubblicato il 12 maggio 2022 come secondo estratto dal quarto album in studio Milano Demons.

## Tracce
Testi di Andrea Arrigoni, musiche di Adam11, Finesse e Daves the Kid.
1. Non è Easy – 2:44

## Classifiche
| Classifica (2022) | Posizione massima |
| ----------------- | ----------------- |
| Italia            | 28                |